# 尼亚尔勒林茨
尼亚尔勒林茨，是匈牙利南部巴奇-基什孔州所辖的一个村，总面积66.36平方公里，总人口2411，人口密度36人/平方公里（2002年）。地理坐标为46°52′N 19°52′E。